# أنتيجون كوستاندا
أنتيجون كوستندا (باليونانية: Αντιγόνη Κωνσταντά - ولدت في 1934) كانت الفائزة بلقب ملكة جمال مصر وملكة جمال العالم عام 1954 م، حيث كانت تمثل مصر في المسابقة التي أقيمت في 18 أكتوبر 1954 م. في لندن بالمملكة المتحدة، حيث تسابقت مع 16 متسابقة من 16 بلدا للفوز باللقب.
ولدت في الأسكندرية، إضافة لتحدثها العربية بطلاقة كانت تجيد اليونانية، الفرنسية، الإيطالية والإنجليزية ؛ مجموع نقاطها وقتها بلغ 7.941 نقطة ما جعلها تحل رابعا في في ترتيب الدرجات، جمالها المصري اليوناني جعل من تحمل لقب ملكة جمال مصر تفوز بالمسابقة ممثلة لبلدها.
وفقا لكتاب إيريك مورلي الصادر العام 1967 م. قصة ملكة جمال العالم "The Miss World Story" فان كونستندا كانت تتمتع بابتسامة ساحرة قبيل فوزها باللقب.
في العام التالي خلال مسابقة ملكة جمال العالم 1955 م. كونستندا لم تشترك في المسابقة التي نظمت في لندن، بريطانيا بسبب الأجواء السياسية الملتهبة والعدائية بين مصر وبريطانيا وقتذاك بسبب قناة السويس، حيث قامت الممثلة البريطانية أونيك جايسون بتتويج ملكة جمال فنزويلا بلقب ملكة جمال العالم 1955.
قبل فوزها باللقب اكتسبت كونستندا خبرة الاحتراف في مجال عرض الأزياء في مصر، كما صار وجهها وجها اعلاميا معروفا خاصة في مصر، بحيث أن فوزها باللقب ساهم في صعودها لتصبح أشهر عارضة في الشرق الأوسط وفرنسا وإيطاليا واليونان.
تحول اهتمامها لاحقا الى مجال التصميم الداخلي حيث أنشأت شركة للتصميم الداخلي في المباني والمكاتب التجارية.